# アルファミリア
AL familia（アルファミリア）は、 2009年に東京六本木にて結成された日本の音楽グループ。

## 略歴
アルファミリアは、2009年に山崎英水、濱ハニ、WMOを中心に、東京都港区六本木にて結成。
「絶望を楽しめ」との思想を元にした楽曲や活動が、将来に不安を持った都内の一部学生やフリーターからカルト的支持を受けるとともに、その刹那的かつ 違法ともとれるスタイルから、様々な団体からのバッシングも多い。また、ファッションでは「Europian Hippie（ヨーロピアンヒッピー）」と呼ばれるスタイルの元祖として、注目を浴びる。
2009年8月には、資本金1000万円にて濱ハニが代表取締役、山崎英水が取締役につき、AL familiaをマネージメントする法人、株式会社GOGGO&GOGGAを設立。ちなみに、グループ名であるAL familiaは、スペイン語で「私の家族」という意味を持つ。

## 特徴

### 音楽性
「オルタナティヴ・クラシック」と称される前衛的なサウンドが特徴。楽曲は、リーダーの山崎英水を中心に作曲。バックグラウンドとしては、クラシック音楽、ジャズ、ロック、エレクトロニカなどの多種多様な音楽からの影響を感じさせる。
また、現在のポップ、ロックシーンの多くに見られる、「1番→2番→サビ繰り返し」というスタイルとは違い、1曲の中で同じメロディーは1度しか流れず、新たなメロ新たなサビが目まぐるしく展開されていく斬新なスタイルをとる。

### ファッション
既存の日本シーンにはない、ガウンなどヨーロッパ物のヴィンテージを用いた「Europian Hippie（ヨーロピアンヒッピー）」と呼ばれる新しいスタイルが話題になる。スタイリストには前衛的なスタイルで活躍するKoji Oyamadaを起用。

## 日本国外での活動
幼少期をトルコで過ごした濱ハニには、ボーイズIIメンなど日本国外ミュージシャンの友人も多い。六本木という土地柄、来日する外人との親交も多く、定期的にニューヨークにて「Club AL in NY」と称した前衛的なパーティーを開催。

## ディスコグラフィー
- 1st mini album「independent bible」（2009年9月1日）※完売しており、入手困難。
- 2nd mini album「Freeter's anthem」（2010年4月1日）

## リンク
- 公式サイト
- 相手にされなかった若者たち AL familiaインタビュー（10年11月8日 CINRA.NET掲載）